# Magnesiohögbomita-2N3S
La magnesiohögbomita-2N3S és un mineral de la classe dels òxids, que pertany al grup de la högbomita. Rep el seu nom com el mineral amb magnesi dominant del grup de la högbomita i com a polisoma 2N3S.

## Característiques
La magnesiohögbomita-2N3S és un òxid de fórmula química (Mg,Fe,Zn,Ti)₄(Al,Fe)10O19(OH). Cristal·litza en el sistema trigonal.
Segons la classificació de Nickel-Strunz, la magnesiohögbomita-2N3S pertany a «04.CB: Òxids amb proporció metall:oxigen = 2:3, 3:5, i similars, amb cations de mida mitja» juntament amb els següents minerals: brizziïta, corindó, ecandrewsita, eskolaïta, geikielita, hematites, ilmenita, karelianita, melanostibita, pirofanita, akimotoïta, auroantimonita, romanita, tistarita, avicennita, bixbyita, armalcolita, pseudobrookita, mongshanita, zincohögbomita-2N2S, zincohögbomita-2N6S, magnesiohögbomita-6N6S, magnesiohögbomita-2N2S, ferrohögbomita-6N12S, pseudorútil, kleberita, berdesinskiita, oxivanita, olkhonskita, schreyerita, kamiokita, nolanita, rinmanita, iseïta, majindeïta, claudetita, estibioclaudetita, arsenolita, senarmontita, valentinita, bismita, esferobismoïta, sil·lenita, kyzylkumita i tietaiyangita.

## Formació i jaciments
Aquesta espècie mineral ha estat descrita a partir de mostres obtingudes al mont Mautia, a Kongwa, a la regió de Dodoma (Tanzània), i a Dentz Farm, a Gravelotte, a la província de Limpopo (Sud-àfrica). També ha estat descrita a Carolina del Nord (Estats Units) i a la República de Carèlia (Rússia).